# Pedrenca marina
Pedrenca marina (Plantago maritima) és una espècie de planta la família Plantaginaceae. Amb una distribució cosmopolita es troba en les regions àrtiques i temperades, natiu de gran part d'Europa, nord d'Àfrica, nord i centre d'Àsia, Nord-amèrica i Sud-amèrica.
És una planta herbàcia perenne amb una densa roseta basal d'on surten les fulles, que medeixen entre 2 i 22 cm de longitud i 1 cm d'ample, amb teixidura prima i carnosa, i marges dentats. Tenen de 3 a 5 nervacions. Les flors són petites, de color verdós-castany, i s'agrupen en denses espigues de 0,5-10 cm de longitud en el cim de la tija i 3-20 cm d'altura.